# Sály
Sály är en ort i Ungern.   Den ligger i provinsen Borsod-Abaúj-Zemplén, i den norra delen av landet, 130 km öster om huvudstaden Budapest. Sály ligger 188 meter över havet och antalet invånare är 2 174.
Terrängen runt Sály är platt åt sydost, men åt nordväst är den kuperad. Runt Sály är det ganska tätbefolkat, med 62 invånare per kvadratkilometer. Närmaste större samhälle är Miskolc, 18,8 km nordost om Sály. Omgivningarna runt Sály är en mosaik av jordbruksmark och naturlig växtlighet.